# Taraxacum chrysophaenum
Taraxacum chrysophaenum — вид квіткових рослин з родини айстрових (Asteraceae). Вид зростає в Європі: Данія, Німеччина, Австрія, Польща, Чехія; інтродукований до Англії, Уельсу, Шотландії, Фінляндії; це багаторічна рослина помірних біомів.

## Середовище
Населяє узбіччя, сади, пустир, огорожі тощо.

## Морфологічна характеристика
T. chrysophaenum — кульбаба середнього розміру з досить вузькими, багатолопатевими листками, з 5–6 бічними лопатями. Дистальні краї проксимальних часток тонко і рівномірно зубчасті, але дистальні частки зазвичай цілі. Черешки знизу білі, але середнє ребро зверху трохи забарвлене. Зовнішні приквітки розташовані правильно й забарвлені зверху в свинцево-пурпуровий колір. Смуги язичка сіро-рожеві.